# Coleophora medicaginella
Coleophora medicaginella é uma espécie de mariposa do gênero Coleophora pertencente à família Coleophoridae.